# Hustjärnen, Dalsland
Hustjärnen är en sjö i Färgelanda kommun i Dalsland och ingår i Göta älvs huvudavrinningsområde.